# آلوئه بریفولیا
آلوئه بریفولیا (Aloe brevifolia)، آلوئه برگ کوتاه، گونه ای از گیاهان گلدار از خانواده Asphodelaceae است. این یک گیاه ساکولنت همیشه سبز سبز آبی کوچک و کوچک است که بومی کیپ غربی آفریقای جنوبی است. این گیاه که به عنوان آسیب‌پذیر در فهرست قرمز جهانی IUCN ذکر شده‌است، در زیستگاه طبیعی خود در معرض تهدید است، اما همچنین به عنوان یک گیاه زینتی در صخره‌ها و باغ‌های بیابانی در سراسر جهان محبوبیت زیادی دارد. از آنجایی که به گرمای زمستانی نیاز دارد، در مناطق معتدل زیر شیشه یا به عنوان گیاه آپارتمانی کشت می‌شود.